# John Lewis Robinson
Pour les articles homonymes, voir John Robinson et Robinson.
John Lewis Robinson, né en 1918 et mort le 19 juillet 2008 à l'âge de 90 ans, est un géographe canadien. Professeur de géographie à Université de la Colombie-Britannique, il reçut la Médaille Massey en 1971 pour sa contribution à l'avancement des connaissances sur la géographie du Canada à titre de chercheur, de professeur et d'écrivain, et pour ses travaux d'élaboration de programmes d'enseignement de la géographie.